# Schulattentat in New Mexico 2017
Bei einem Schulattentat in New Mexico 2017 wurden am 7. Dezember 2017 zwei Schüler hispanoamerikanischer Herkunft von dem 21-jährigen rechtsextremen William Atchison an seiner ehemaligen Schule, der Highschool in Aztec (New Mexico), erschossen. Nachdem er im Flur und in einem Klassenzimmer, wo sich Schüler in einem kleinen Bürobereich verschanzt hatten, mehrere Magazine leer geschossen hatte und die Polizei in das abgesperrte Schulgebäude eindrang, nahm er sich das Leben.
Der Fall wurde in Deutschland insbesondere durch die engen Kontakte des Attentäters mit dem Täter des Anschlags in München 2016 sowie einem eines geplanten Amoklaufs beschuldigten Schülers aus dem Landkreis Ludwigsburg rezipiert.

## Tathergang

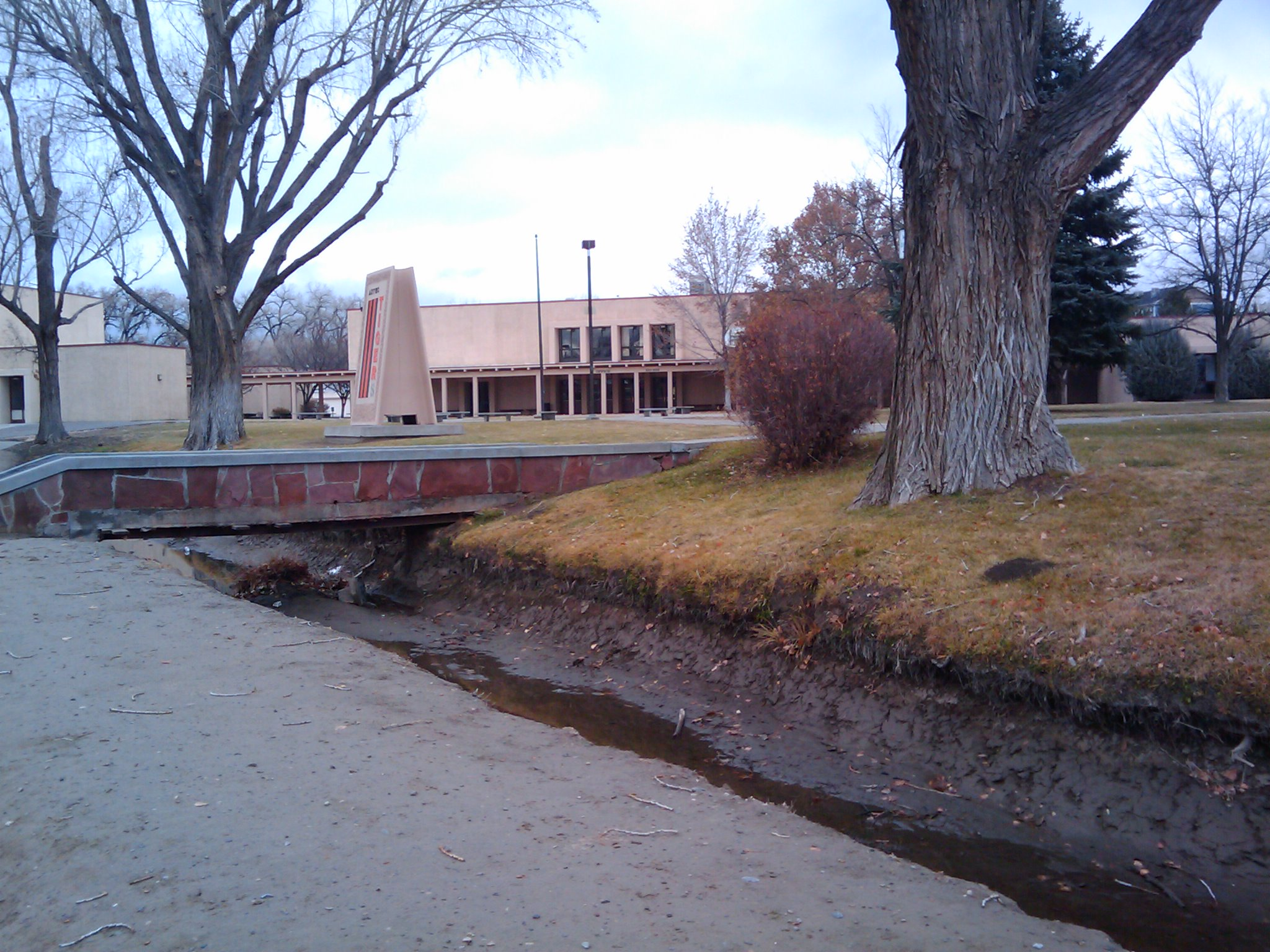
Foto der Aztec High School (aufgenommen rund neun Jahre vor dem Ereignis)

Sich als Schüler ausgebend betrat William Atchison am Donnerstag, dem 7. Dezember 2017 morgens um 8:04 Uhr die Aztec High School. In einem Rucksack führte er eine 9 mm Glock-Pistole sowie mehrere Magazine und Munition mit sich. Die Pistole hatte er wenige Wochen zuvor, am 3. November 2017, in einem Warenhaus im rund 25 km entfernten Farmington gekauft. Nachdem der Unterricht an der High School begonnen hatte, suchte Atchison eine Jungentoilette im zweiten Stock auf. Gemäß einer später auf einem USB-Stick, den Atchison bei sich trug, gefundenen Notiz schien er zu beabsichtigen, sich dort auf die Geiselnahme einer Klasse vorzubereiten. Als der 17-jährige Schüler Francisco „Paco“ Fernandez die Toilette betrat, feuerte Atchison umgehend seine Waffe auf ihn ab und verletzte den Jugendlichen tödlich. Atchison verließ die Toilette und traf auf dem Gang auf die ebenfalls 17-jährige Casey Jordan Marquez, die er ebenfalls umgehend erschoss.
Als der Hausmeister der Schule die Schüsse hörte, folgte er Atchison, während er Lehrern laut zurief, dass es Schüsse im Gebäude gegeben habe. Eine 74-jährige Vertretungslehrerin hörte ebenfalls die Schüsse und verbarrikadierte sich mit ihren siebzehn an einem Computerkurs teilnehmenden Schülern, zu denen auch Fernandez gehört hatte, in einem Büro. Da sie mangels Schlüssels den Raum nicht abschließen konnte, schoben sie eine Couch vor die Türe. Atchison drehte zunächst seine Waffe ziellos abfeuernd einige Runden auf dem Flur und betrat dann den Raum des Computerkurses; trotz mehrerer Schüsse von ihm durch die Bürowand gab es keine Verletzten. Nach Angaben der Vertretungslehrerin dauerten die Schüsse mehrere Minuten an. Als die Polizei am mittlerweile gesperrten Schulgebäude eintraf und sich mit einem Schuss aus einer Waffe Zugang verschaffte, erschoss Atchison sich selbst.
In ersten Berichten war von 15 Toten die Rede, was sich aber später als Falschinformation herausstellte.
Nach Ansicht der Polizei hatte Atchison die Schule mit dem Ziel betreten, „für ein so großes Blutbad wie möglich zu sorgen“ (englisch „determined to create as much carnage as he possibly could“). Insgesamt 82 Patronenhülsen wurden von der Polizei in der Schule gefunden. Eine auf Atchisons USB-Stick gefundene Notiz lautete: „Wenn alles nach Plan verläuft, wäre es heute, wenn ich sterbe. Ich gehe irgendwohin und mache mich bereit, nehme eine Klasse als Geisel, schnappe völlig über und puste mir dann das Gehirn aus.“ Weiter schrieb er: „Denkst Du, ich sei verrückt? Ich bin eigentlich eher vernünftig, friedlich und weniger verrückt als eine Mehrheit der Bürger dieser ganzen Region.“ Die Polizei ging davon aus, dass Atchison beabsichtigt hatte, dass der USB-Stick bei ihm gefunden werden würde.
Der 7. Dezember 2017, an dem Atchison die beiden Schüler erschoss, war der 76. Jahrestag des Angriffs auf Pearl Harbor. In ihren Ermittlungen stieß die Polizei auf einen möglichen Verwandten des Täters, der diesem Angriff zum Opfer fiel, und vermutete, dass Atchison dieses Datum deshalb wählte.

## Opfer
Beide Opfer waren hispanoamerikanischer Herkunft. Nach Untersuchungen des Southern Poverty Law Center waren sie Opfer des dreizehnten politisch motivierten Gewaltverbrechens in den USA, das innerhalb von rund dreieinhalb Jahren seit dem Amoklauf von Isla Vista durch Suprematisten mit Verbindungen zur „Alt-Right“-Subkultur ausgeführt wurde.
Die 17-jährige Casey Jordan Marquez war Senior (Zwölftklässlerin) an der Aztec High School und außerhalb der High School als Trainerin im Kunstturnen an der Farmington Gymnastics Academy aktiv sowie Kapitänin des Cheerleading-Teams der Aztec High School. Sie plante, beim nächsten Orange Bowl aufzutreten.
Der ebenfalls 17-jährige Francisco „Paco“ Fernandez, der im American Football, Basketball und Ringen aktiv gewesen war, hatte erst im Jahr des Anschlags von der Piedra Vista High School in Farmington zur Aztec High School gewechselt und war dort Junior (Elftklässler). Nach Ansicht der Polizei hat Fernandez  durch sein Betreten der Toilette unbeabsichtigt vielen Schülern das Leben gerettet, die ansonsten möglicherweise der von Atchison geplanten Geiselnahme zum Opfer gefallen wären.

## Täter
Der 21-jährige William „Bill“ Edward Atchison hatte früher selbst die Aztec High School besucht, diese aber ohne Abschluss verlassen. Er wohnte rund eine Meile von der High School entfernt bei seinen Eltern und arbeitete an einer Tankstelle, ebenfalls rund eine Meile vom Haus seiner Eltern entfernt. Seine Familie war mit ihm aus der 340 km südlich von Aztec liegenden Kleinstadt Belen nach Aztec gezogen. Atchison hatte einen GPA 3,5 gehabt, aber in der 10. Klasse seinen Schulabbruch mit Angstgefühlen und einer rückwärtsgewandten Kultur begründet. Seine ehemaligen Mitschüler beschrieben ihn als einen schüchternen Jungen, der immer ein Lächeln auf dem Gesicht gehabt habe und nett gewesen sei. Er stotterte und habe die Angewohnheit gehabt, stets einen Trenchcoat zu tragen. Seinen Vater bezeichnete Atchison als „fetten, faulen Idioten, der den ganzen Tag Fox News schaue“, seine Mutter als „eine Psycho-Hillbilly aus Florida, die wirklich psychisch krank sei“.
Atchison hatte keine Vorstrafen, war aber ein Jahr zuvor dem FBI aufgefallen, weil er sich im Forum einer Spieleplattform erkundigt hatte, welche Waffen für einen Massenmord geeignet wären und wo er ein „billiges Sturmgewehr“ bekommen könne. Bei einer Vernehmung im März 2016 im Haus seiner Eltern erklärte Atchison, lediglich getrollt zu haben und keinen Anschlag zu planen. Das FBI stellte fest, dass er außer einer Softairwaffe keine weiteren Waffen besaß, und verzichtete auf weitere Ermittlungen.
Gemäß Recherchen von The Daily Beast lebte Atchison im Internet als weißer Supremacist und Pro-Trump-Memes-Anbieter, der vor allem für seine Besessenheit bezüglich Schulmassakern bekannt war und dabei eine anscheinende Wandlung von Trolling hin zu einer rechtsextremen politischen Ideologie durchgeführt habe. Bei einer Obduktion Atchisons wurden mehrere Tattoos an ihm gefunden, darunter „SS“ und „AMOG“ sowie ein Hakenkreuz auf seinem oberen linken Oberschenkel. Über seinem linken Knie stand „build the wall“ entsprechend Trumps Forderung einer „Mexican Wall“. Für den Extremismusforscher Florian Hartleb, der Atchison neben anderen Attentätern dieses Typus ausgiebig im Rahmen seines Buches über „Einsamer Wolf Terrorismus“ behandelte, war Atchison „ein bekennender Rassist“.
Die letzten fünf Jahre vor seiner Tat verbrachte Atchison die meiste Zeit online, wiederholt Postings mit Gewaltdrohungen, aber auch Hilferufe schreibend. Auf rechtsextremen Webseiten wie beispielsweise The Daily Stormer war er mit Benutzernamen wie „Adam Lanza“ oder „Future Mass Shooter“ anzutreffen. Auf der Spieleplattform Steam schrieb Atchison beispielsweise im Kritik-Abschnitt zum Computerspiel „Wolfenstein“: „Ich finde dieses Spiel widerlich, weil es Massenmord gegen die eigene Rasse darbietet.“ In einem anderen Review schrieb er einfach „RIP Hitler“. Auf der offiziellen Webseite des Spiels Blockland hatte sich Atchison über vierzig Benutzernamen zugelegt. Fast alle waren rassistisch oder gewalttätig angelegt, zu seinen Benutzernamen zählten neben „School Shooter“ und „Future Mass Shooter“ Pseudonyme wie „Omar Mateen“, „Adam Lanza“, „Elliot Rodger“, „Anders Breivik“ u. a.
Trotz seines Trollens auf vielen Internetseiten bewegte sich Atchison auch mit einer aufrichtigen Suche nach jemandem, der seine Hilferufe hören würde, auf Webseiten wie beispielsweise LiveJournal. Drei Jahre vor seinen Schüssen an der Aztec High School schrieb er beispielsweise: „Es tut mir leid, wenn ich unhöflich und hasserfüllt bin, aber ich weiß nicht, was ich tun soll. Ich habe fast 19 Jahre kein Leben gelebt, davon die meisten im elenden Sun Belt. Wusstet Ihr, dass New Mexico die vierthöchste Selbstmordrate hat?“ Weiter schrieb er: „Soll ich aus dieser Müllkippe fliehen oder mich damit arrangieren? Wie kann ich höflich werden und Freunde auf dieser Welt finden?“

## Verbindung zum Täter des Anschlags in München 2016
Am 10. Januar 2016, wenige Tage nach der Kölner Silvesternacht 2015, wurde auf Steam ein Diskussionsforum namens „Anti-Refugee Club“ angelegt, zu dessen Mitbegründern Atchison zählte. In dieser Gruppe wurden Amokläufer und rechte Hassverbrecher wie der Norweger Anders Breivik zu Helden stilisiert, Vernichtungsfantasien richteten sich gegen „Nicht-Arier“, gegen Farbige, Migranten, Juden und Flüchtlinge. In der Gruppe wurde über Waffen und Massenmord sowie „Computerspiele“ wie Counter-Strike kommuniziert. Atchison und David S., der beim Anschlag in München 2016 neun zumeist junge Menschen, die er für Migranten hielt, und schließlich sich selbst mit einer Glock-Pistole erschoss, agierten in diesem Forum als „Brüder im Geiste“. Als die Gruppe „Anti-Refugee Club“ am 23. September 2017 vom Steam-Betreiber als sogenannte „hate group“ deaktiviert wurde, soll sie ca. 770 Mitglieder gehabt haben.
Kurz nach dem Anschlag in München veröffentlichte Atchison in dem Satirewiki Encyclopedia Dramatica einen Nachruf, in dem er David S. mit einer Art Ahnengalerie feierte: Ein „guter Typ“ sei er gewesen, weil er ausschließlich Migranten getötet habe. Wenn die AfD und andere rechte Gruppen in Deutschland an die Macht kämen, werde man dem „Helden“ ein Denkmal setzen, der ein „wahrer Arier“ und „wahrer Deutscher“ gewesen sei. Atchison war auf Encyclopedia Dramatica mit seinem Benutzernamen „AlGore“ ehrenamtlich Administrator. Dem Bayerischen Landeskriminalamt war die von Atchison über den Anschlag in München erstellte Seite bis zu einer Anfrage von Katharina Schulze fast zwei Jahre nach der Tat unbekannt.
Zwei Tage nach dem Anschlag in München ging ein Zeuge, Florian M., zur Polizei Erfurt und gab dort einen USB-Stick mit einer Kopie von Auszügen aus dem Forum auf Steam ab. Zusätzlich meldete er sich bei der Polizei Ludwigsburg und wies auf einen potentiellen Attentäter im Landkreis hin. Diese nahm daraufhin den 15-Jährigen David F. fest und fand bei einer Hausdurchsuchung eine größere Menge Chemikalien, Kleinkaliber-Patronen und Fluchtpläne von dessen Schule. Die Polizei ging davon aus, dass David F. eine Amoktat an seiner eigenen Schule plante. David F., der auf Steam unter dem Namen „DiabolicPsychopath“ auftrat, war auf Atchison aufmerksam geworden, da sich Atchison für Amokläufe interessierte; er hatte Atchison daraufhin gefragt, ob er andere potenzielle Massenmörder in Deutschland kenne, und wurde von ihm an den Münchner Todesschützen verwiesen. David F. verfügte sogar über die Zugangsdaten zu mehreren Accounts des Münchners auf Steam und loggte sich dort zwei Tage nach dem Münchner Anschlag ein.
Eine Zeugenbefragung von Florian M. durch die für den Anschlag in München zuständige Münchner Staatsanwaltschaft fand nicht statt, aus der Mitgliedschaft des Münchner Todesschützen in der Gruppe „Anti-Refugee Club“ wurde zwar auf dessen ausländerfeindliche Einstellungen geschlossen, bis zur (vorläufigen) Einstellung der Ermittlungen im Mai 2017 erfolgten aber weder weiterführende Ermittlungsmaßnahmen bezüglich dieser Gruppe, noch wurden amerikanische Behörden informiert. Umgekehrt kannte das Bundeskriminalamt zwar ab dem 9. Dezember 2017 die Verbindungen zwischen Atchison und dem Münchner Todesschützen, gab diese Information aber erst am 14. Juni 2018 an das federführend zum Anschlag in München ermittelnde BLKA weiter. In dem im Januar 2018 abgeschlossenen Prozess gegen den Waffenhändler des Münchner Todesschützen lehnte das Landgericht München I drei Beweisanträge der Opfervertreter zu Steam ab.
Umgekehrt war das FBI im März 2016, vier Monate vor dem Anschlag in München, über Atchisons Postings in diversen Internetforen auf ihn gestoßen und hatte ihn vernommen sowie das Haus, in dem er lebte, durchsucht. Die Ermittlungen wurden anschließend eingestellt, Behörden in Deutschland wurden nicht informiert.
Mitte Dezember 2017 berichtete The Daily Beast über die Verbindungen zwischen Atchison und David S., dem Attentäter von München. Im April 2018 stieß Florian Hartleb bei Recherchen auf einen Bericht der Farmingtoner Tageszeitung The Daily Times, der ebenfalls von dieser Verbindung handelte. Hartleb hatte den Anschlag in München in einem wissenschaftlichen Gutachten bewertet. Er fragte beim BLKA nach, dort waren die Verbindungen aber unbekannt. Das Landeskriminalamt nahm daraufhin am 20. April 2018 die im Frühjahr 2017 abgeschlossenen Ermittlungen hinsichtlich einer möglichen Verbindung zwischen David S. und William Atchison wieder auf, die Ermittlungen waren im Juni 2018 noch nicht abgeschlossen. Einige Tage später stellten das Nachrichtenmagazin Der Spiegel und im Mai 2018 das ARD-Fernsehmagazin Fakt eigene Recherchen zu den Verbindungen vor.